# Anthostoma dryophilum
Anthostoma dryophilum är en svampart som först beskrevs av Curr., och fick sitt nu gällande namn av Pier Andrea Saccardo 1882. Anthostoma dryophilum ingår i släktet Anthostoma och familjen Diatrypaceae.   Inga underarter finns listade i Catalogue of Life.